# サングレーザー (競走馬)
サングレーザー（Sungrazer）は、日本の競走馬。主な勝ち鞍は2018年の札幌記念(GII)、マイラーズカップ(GII)、2017年のスワンステークス(GII)。馬名の意味は「太陽の近くをかすめるように通る彗星」。

## 戦績
2014年1月13日に北海道安平町の追分ファームで誕生。一口馬主法人「G1サラブレッドクラブ」より総額4000万円（1口100万円×40口）で募集され、追分ファームリリーバレーの河野義大厩舎で育成された。
栗東・浅見秀一厩舎に入厩し、2歳7月にデビューを果たすも、初戦は3着に敗れる。2戦目で後の2歳王者サトノアレスを破って初勝利を挙げ、デイリー杯2歳ステークスで3着に入るなど、2歳時から素質を示していたが、その後は足踏みが続き、2勝目を挙げたのは3歳の5月になってからであった。この勝利を皮切りに、怒涛の4連勝でスワンステークスを制覇する。初のGI出走となったマイルチャンピオンシップでも僅差の3着に入り、福永祐一は「夏まで条件馬だったことを考えると大健闘でしょう。来年が楽しみです」と期待を示した。
4歳初戦のマイラーズカップでは直線で一気に末脚を伸ばし、2014年にワールドエースが記録したコースレコードを0.1更新する1:31.3の勝ち時計で重賞2勝目を挙げる。鞍上の福永も「思った以上に成長していましたね」と舌を巻いた。しかし、春の最大目標であった安田記念では外枠からなし崩し的に脚を使わされ、5着に敗れた。
陣営は次戦に2歳暮れ以来の2000mとなる札幌記念を選択。レースでは4コーナーから直線にかけて進路がなくなる場面があったが、僅かに生まれたスペースを突いて伸び、1番人気のマカヒキをハナ差下して三度目の重賞制覇を果たした。天皇賞（秋）では主戦の福永がヴィブロスに騎乗するためジョアン・モレイラが手綱を取った。道中は中団を追走し、直線は大外を追い込んで勝ち馬レイデオロから1馬身1/4差の2着に入った。香港カップにもモレイラとのコンビで挑み、2番人気に支持されたが直線で伸びあぐねて4着に終わる。
2019年の始動戦となった大阪杯にはフィリップ・ミナリクとのコンビで出走。しかし、全く良いところがなく自身初の二桁着順となる12着に大敗。岩田康誠に乗り替わった第69回安田記念は中団のインを追走し、上がり3F32秒9の脚で追い込むも2年連続の5着に終わった。連覇がかかった札幌記念では3番手の内のポジションを確保し、直線入り口で先頭に立ったが、ゴール前でブラストワンピースにクビ差交わされて2着に惜敗した。レース後の8月26日に種子骨靭帯の炎症が判明し、治療のため長期休養に入っていたが、回復のメドが立たず現役を引退することになった。2020年9月10日付で競走馬登録を抹消、引退後は北海道新冠郡新冠町の優駿スタリオンステーションで種牡馬入りする。

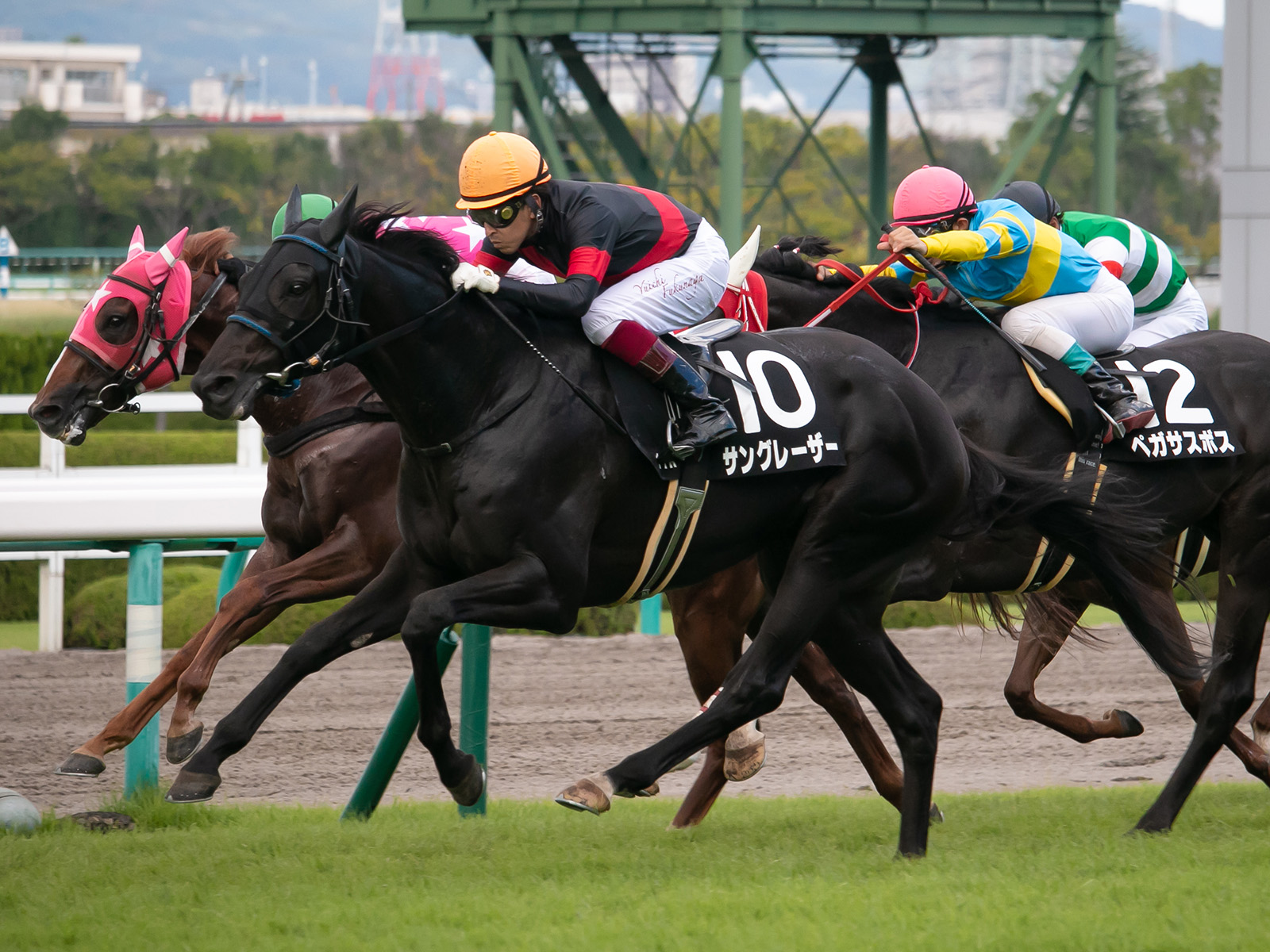
仲秋S
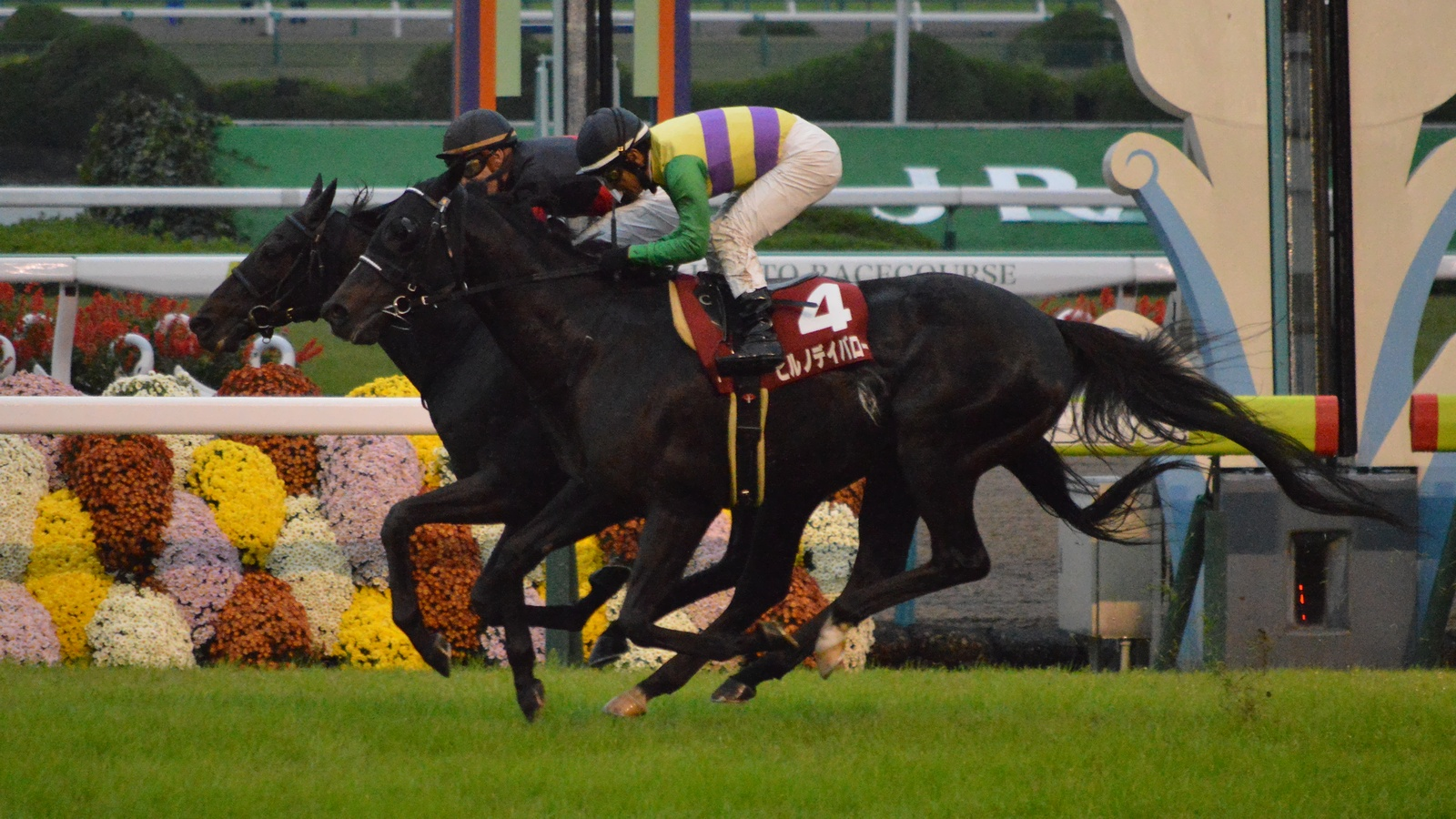
スワンS
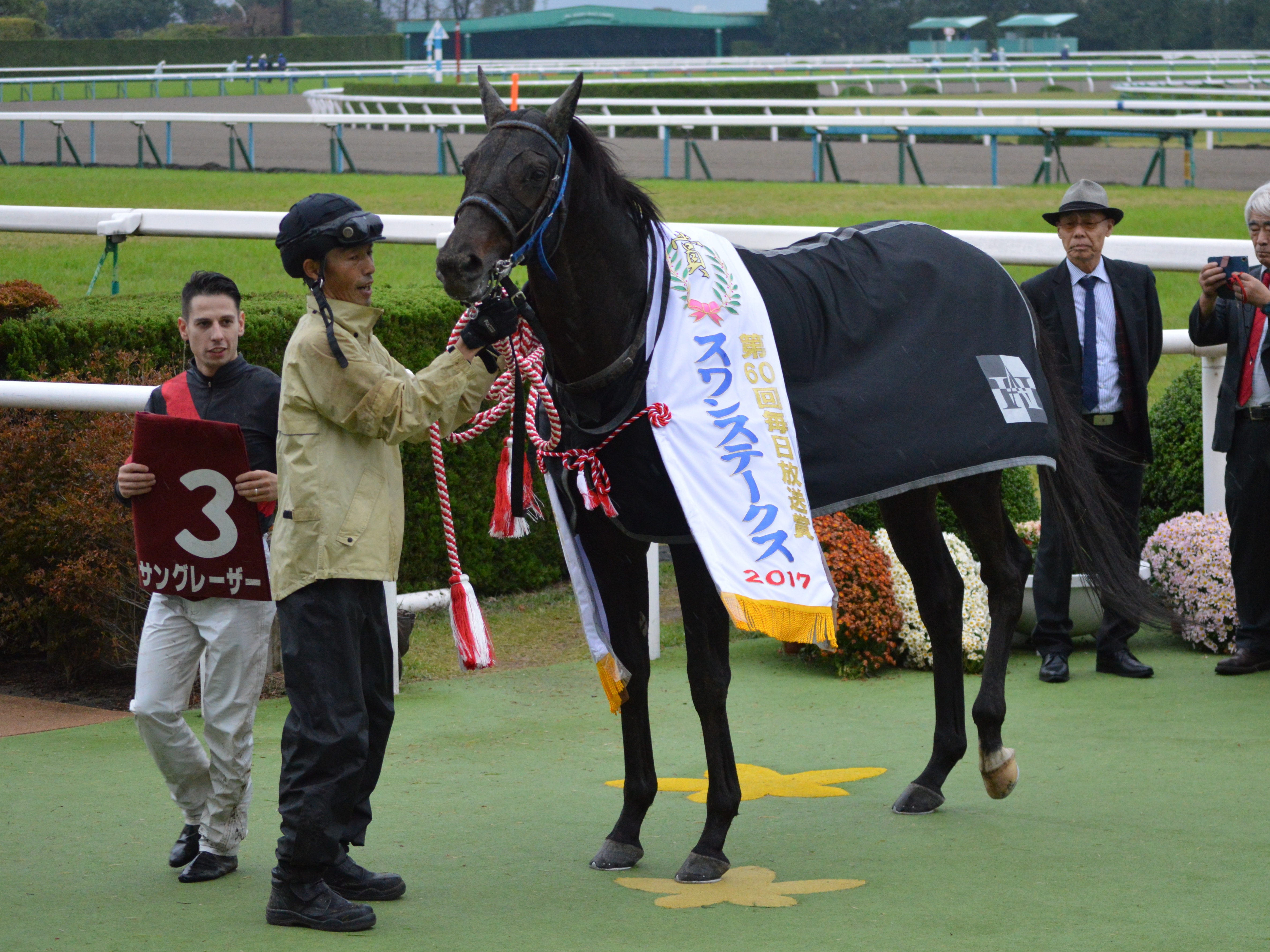
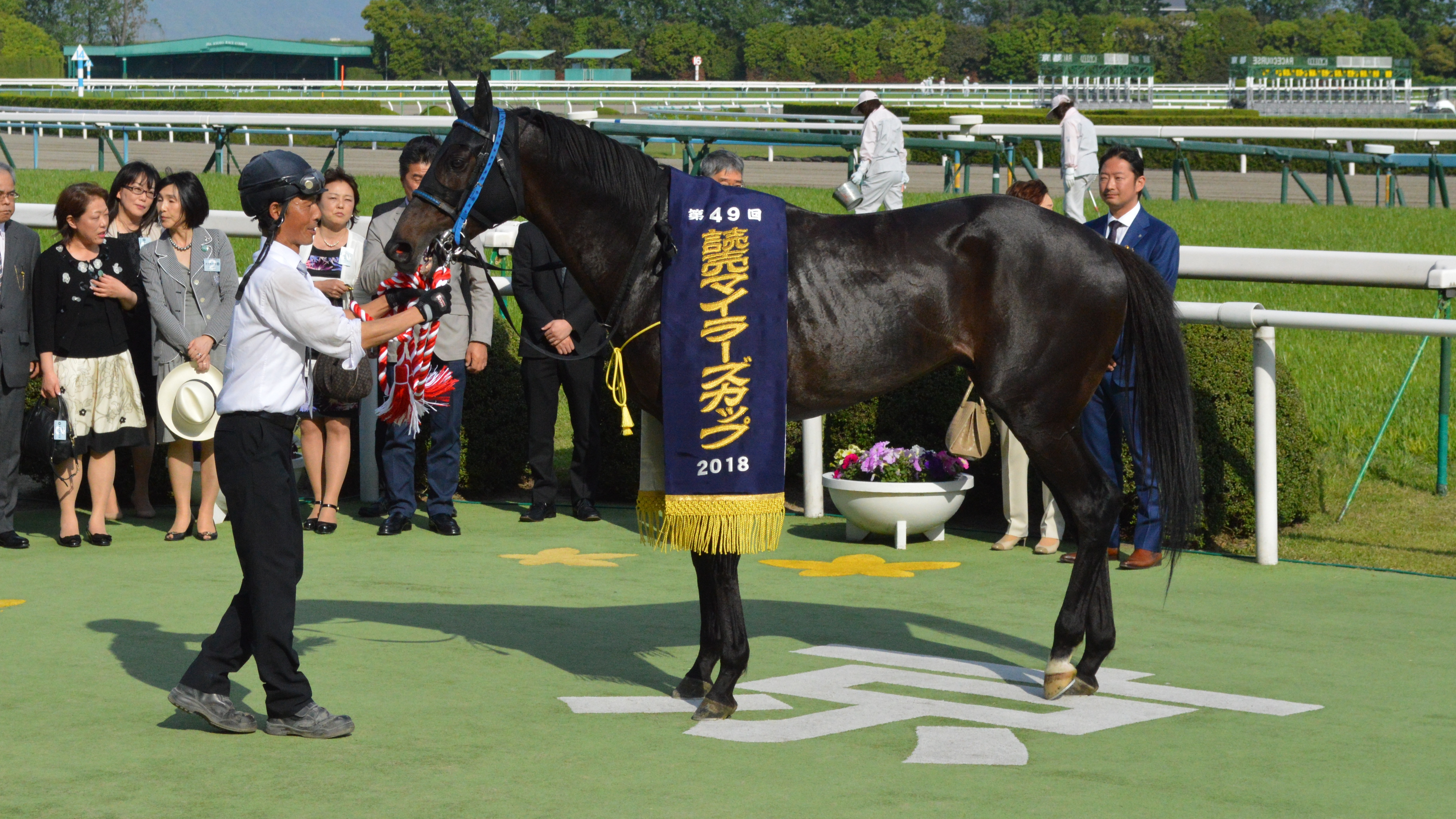
マイラーズC
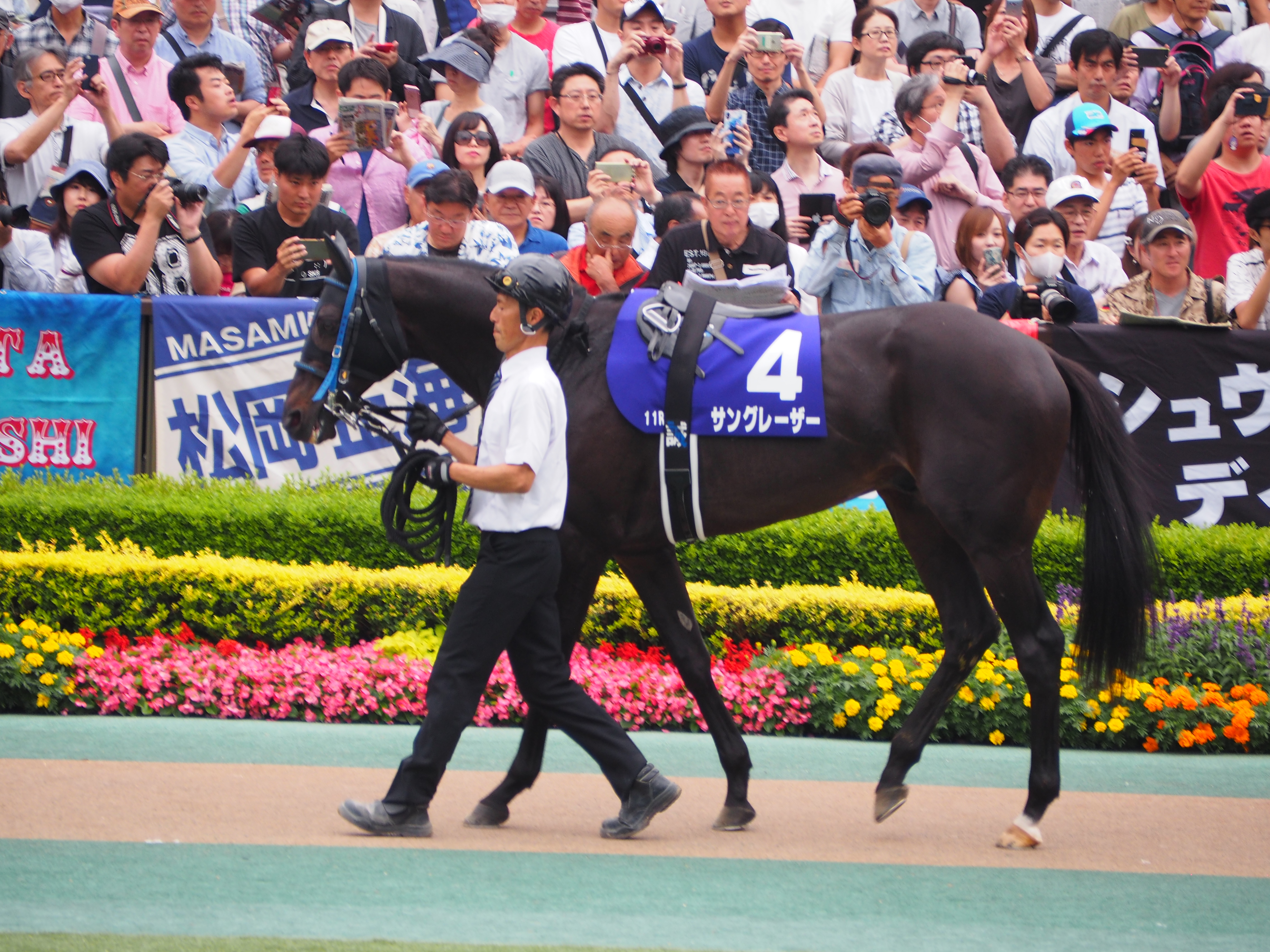
安田記念

## 競走成績
以下の内容は、netkeiba.comの情報に基づく。
| 競走日     | 競馬場 | 競走名         | 格       | 距離（馬場）  | 頭 数 | 枠 番 | 馬 番 | オッズ （人気） | 着順 | タイム （上り3F） | 着差  | 騎手        | 斤量 [kg] | 1着馬（2着馬）         | 馬体重 [kg] |
| ---------- | ------ | -------------- | -------- | ------------- | ----- | ----- | ----- | --------------- | ---- | ----------------- | ----- | ----------- | --------- | ---------------------- | ----------- |
| 2016.07.09 | 中京   | 2歳新馬        |          | 芝1600m（不） | 13    | 5     | 7     | 005.70（4人）   | 03着 | R1:41.8（38.4）   | -1.1  | 0武豊       | 54        | ダンビュライト         | 474         |
| 0000.08.28 | 札幌   | 2歳未勝利      |          | 芝1800m（良） | 9     | 1     | 1     | 006.20（2人）   | 01着 | R1:51.6（35.1）   | -0.2  | 0武豊       | 54        | （サトノアレス）       | 474         |
| 0000.11.12 | 京都   | デイリー杯2歳S | GII      | 芝1600m（良） | 10    | 7     | 8     | 005.80（4人）   | 03着 | R1:34.7（33.8）   | -0.1  | 0武豊       | 55        | ジューヌエコール       | 472         |
| 0000.12.25 | 中山   | ホープフルS    | GII      | 芝2000m（良） | 14    | 4     | 5     | 009.20（3人）   | 05着 | R2:01.8（36.9）   | -0.5  | 0武豊       | 55        | レイデオロ             | 474         |
| 2017.01.14 | 京都   | 白梅賞         | 500万下  | 芝1600m（良） | 10    | 5     | 5     | 001.70（1人）   | 09着 | R1:37.0（36.8）   | -1.2  | 0武豊       | 56        | オールザゴー           | 474         |
| 0000.04.08 | 阪神   | 3歳500万下     |          | 芝1600m（重） | 17    | 8     | 17    | 002.30（1人）   | 02着 | R1:35.0（34.6）   | -0.0  | 0武豊       | 56        | メイショウオワラ       | 472         |
| 0000.05.06 | 京都   | 3歳500万下     |          | 芝1400m（良） | 12    | 2     | 2     | 001.40（1人）   | 01着 | R1:21.5（33.9）   | -0.4  | 0武豊       | 56        | （ステラルージュ）     | 466         |
| 0000.07.30 | 札幌   | 道新スポーツ賞 | 1000万下 | 芝1500m（良） | 11    | 2     | 2     | 003.00（2人）   | 01着 | R1:29.7（34.1）   | -0.2  | 0福永祐一   | 54        | （ツーエムマイスター） | 482         |
| 0000.09.18 | 阪神   | 仲秋S          | 1600万下 | 芝1400m（稍） | 12    | 7     | 10    | 002.80（1人）   | 01着 | R1:21.3（34.0）   | -0.2  | 0福永祐一   | 54        | （ビップライブリー）   | 474         |
| 0000.10.28 | 京都   | スワンS        | GII      | 芝1400m（重） | 18    | 2     | 3     | 005.20（2人）   | 01着 | R1:22.4（34.8）   | -0.0  | 0C.デムーロ | 54        | （ヒルノデイバロー）   | 476         |
| 0000.11.19 | 京都   | マイルCS       | GI       | 芝1600m（稍） | 18    | 2     | 4     | 015.00（7人）   | 03着 | R1:33.9（34.4）   | -0.1  | 0福永祐一   | 56        | ペルシアンナイト       | 482         |
| 0000.12.23 | 阪神   | 阪神C          | GII      | 芝1400m（良） | 18    | 5     | 10    | 004.50（3人）   | 03着 | R1:19.7（33.5）   | -0.2  | 0福永祐一   | 56        | イスラボニータ         | 482         |
| 2018.04.22 | 京都   | マイラーズC    | GII      | 芝1600m（良） | 14    | 4     | 5     | 006.80（4人）   | 01着 | R1:31.3（33.2）   | -0.2  | 0福永祐一   | 57        | （モズアスコット）     | 482         |
| 0000.06.03 | 東京   | 安田記念       | GI       | 芝1600m（良） | 16    | 8     | 15    | 006.40（3人）   | 05着 | R1:31.5（33.7）   | -0.2  | 0福永祐一   | 58        | モズアスコット         | 486         |
| 0000.08.19 | 札幌   | 札幌記念       | GII      | 芝2000m（稍） | 16    | 1     | 2     | 005.20（2人）   | 01着 | R2:01.1（36.8）   | -0.0  | 0福永祐一   | 57        | （マカヒキ）           | 488         |
| 0000.10.28 | 東京   | 天皇賞（秋）   | GI       | 芝2000m（良） | 12    | 6     | 9     | 009.60（4人）   | 02着 | R1:57.0（33.4）   | -0.2  | 0J.モレイラ | 58        | レイデオロ             | 476         |
| 0000.12.09 | 沙田   | 香港C          | G1       | 芝2000m（良） | 9     | 6     | 1     | 002.90（2人）   | 04着 | R2:02.10          | -0.39 | 0J.モレイラ | 57        | Glorious Forever       | 478         |
| 2019.03.31 | 阪神   | 大阪杯         | GI       | 芝2000m（良） | 14    | 5     | 8     | 013.50（7人）   | 12着 | R2:02.1（35.8）   | -1.1  | 0F.ミナリク | 57        | アルアイン             | 488         |
| 0000.06.02 | 東京   | 安田記念       | GI       | 芝1600m（良） | 16    | 2     | 4     | 026.90（6人）   | 05着 | R1:31.1（32.9）   | -0.2  | 0岩田康誠   | 58        | インディチャンプ       | 486         |
| 0000.08.18 | 札幌   | 札幌記念       | GII      | 芝2000m（良） | 14    | 6     | 10    | 007.80（4人）   | 02着 | R2:00.1（35.6）   | -0.0  | 0岩田康誠   | 57        | ブラストワンピース     | 486         |

- タイム欄のRはコースレコード勝ちを示す

## 血統表
| サングレーザーの血統            | サングレーザーの血統                                      | サングレーザーの血統 | （血統表の出典）     | （血統表の出典） |
| 父系                            | サンデーサイレンス系                                      | サンデーサイレンス系 | サンデーサイレンス系 | [ § 2 ]          |
| 父 ディープインパクト 2002 鹿毛 | 父の父*サンデーサイレンス Sunday Silence 1986 青鹿毛      | Halo                 | Hail to Reason       | Hail to Reason   |
| 父 ディープインパクト 2002 鹿毛 | 父の父*サンデーサイレンス Sunday Silence 1986 青鹿毛      | Halo                 | Cosmah               |                  |
| 父 ディープインパクト 2002 鹿毛 | 父の父*サンデーサイレンス Sunday Silence 1986 青鹿毛      | Wishing Well         | Understanding        | Understanding    |
| 父 ディープインパクト 2002 鹿毛 | 父の父*サンデーサイレンス Sunday Silence 1986 青鹿毛      | Wishing Well         | Mountain Flower      |                  |
| 父 ディープインパクト 2002 鹿毛 | 父の母*ウインドインハーヘア Wind in Her Hair 1991 鹿毛    | Alzao                | Lyphard              | Lyphard          |
| 父 ディープインパクト 2002 鹿毛 | 父の母*ウインドインハーヘア Wind in Her Hair 1991 鹿毛    | Alzao                | Lady Rebecca         |                  |
| 父 ディープインパクト 2002 鹿毛 | 父の母*ウインドインハーヘア Wind in Her Hair 1991 鹿毛    | Burghclere           | Busted               | Busted           |
| 父 ディープインパクト 2002 鹿毛 | 父の母*ウインドインハーヘア Wind in Her Hair 1991 鹿毛    | Burghclere           | Highclere            |                  |
| 母 マンティスハント 2001 鹿毛   | 母の父Deputy Minister 1979 黒鹿毛                         | Vice Regent          | Northern Dancer      | Northern Dancer  |
| 母 マンティスハント 2001 鹿毛   | 母の父Deputy Minister 1979 黒鹿毛                         | Vice Regent          | Victoria Regina      |                  |
| 母 マンティスハント 2001 鹿毛   | 母の父Deputy Minister 1979 黒鹿毛                         | Mint Copy            | Bunty's Flight       | Bunty's Flight   |
| 母 マンティスハント 2001 鹿毛   | 母の父Deputy Minister 1979 黒鹿毛                         | Mint Copy            | Shakney              |                  |
| 母 マンティスハント 2001 鹿毛   | 母の母*ウィッチフルシンキング Witchful Thinking 1991 栗毛 | Lord Avie            | Lord Gaylord         | Lord Gaylord     |
| 母 マンティスハント 2001 鹿毛   | 母の母*ウィッチフルシンキング Witchful Thinking 1991 栗毛 | Lord Avie            | Avie                 |                  |
| 母 マンティスハント 2001 鹿毛   | 母の母*ウィッチフルシンキング Witchful Thinking 1991 栗毛 | Halloween Joy        | Exuberant            | Exuberant        |
| 母 マンティスハント 2001 鹿毛   | 母の母*ウィッチフルシンキング Witchful Thinking 1991 栗毛 | Halloween Joy        | Halloween            |                  |
| 母系(F-No.)                     | (FN:2-b)                                                  | (FN:2-b)             | (FN:2-b)             | [ § 3 ]          |
| 5代内の近親交配                 | Northern Dancer 5×4                                       | Northern Dancer 5×4  | Northern Dancer 5×4  | [ § 4 ]          |
| 出典                            | 1. 2. 3. 4.                                               | 1. 2. 3. 4.          | 1. 2. 3. 4.          | 1. 2. 3. 4.      |

- 母マンティスハントのきょうだいにはロフティーエイム（福島牝馬ステークス）、メーデイア（JBCレディスクラシックなどダート重賞6勝）がいる[8]。
- そのほかの近親にスマッシャー（ユニコーンステークス）、ディクテオン（浦和記念、名古屋グランプリ、白山大賞典）など。